# Lista de regiões geográficas intermediárias e imediatas de Goiás

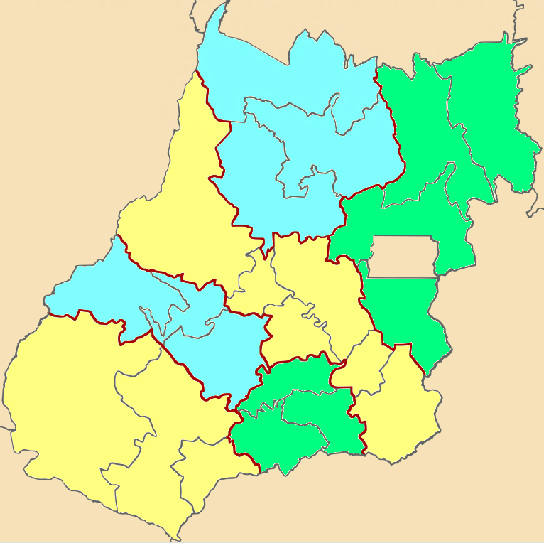
Divisão das regiões intermediárias em vermelho e imediatas em cinza.

Esta é a lista de regiões geográficas intermediárias e imediatas de Goiás, estado brasileiro da Região Centro-Oeste do país. Goiás é composto por 246 municípios, que estão distribuídos em 22 regiões geográficas imediatas, que por sua vez estão agrupadas em seis regiões geográficas intermediárias, segundo a divisão do Instituto Brasileiro de Geografia e Estatística (IBGE) vigente desde 2017. A primeira seção aborda as regiões geográficas intermediárias e suas respectivas regiões imediatas integrantes, enquanto que a segunda trata das regiões geográficas imediatas e seus respectivos municípios, divididas por regiões intermediárias e ordenadas pela codificação do IBGE.
As regiões geográficas intermediárias foram apresentadas em 2017, com a atualização da divisão regional do Brasil, e correspondem a uma revisão das antigas mesorregiões, que estavam em vigor desde a divisão de 1989. As regiões geográficas imediatas, por sua vez, substituíram as microrregiões. Na divisão vigente até 2017, os municípios do estado estavam distribuídos em 18 microrregiões e cinco mesorregiões, segundo o IBGE.

## Regiões geográficas intermediárias
| Região geográfica intermediária | Código | Número de municípios | Regiões geográficas imediatas | Código | Número de municípios |
| ------------------------------- | ------ | -------------------- | ----------------------------- | ------ | -------------------- |
| Goiânia                         | 5201   | 80                   | Goiânia                       | 520001 | 19                   |
| Goiânia                         | 5201   | 80                   | Anápolis                      | 520002 | 18                   |
| Goiânia                         | 5201   | 80                   | Inhumas-Itaberaí-Anicuns      | 520003 | 13                   |
| Goiânia                         | 5201   | 80                   | Catalão                       | 520004 | 10                   |
| Goiânia                         | 5201   | 80                   | Goiás-Itapuranga              | 520005 | 15                   |
| Goiânia                         | 5201   | 80                   | Pires do Rio                  | 520006 | 5                    |
| Itumbiara                       | 5202   | 22                   | Itumbiara                     | 520007 | 8                    |
| Itumbiara                       | 5202   | 22                   | Caldas Novas-Morrinhos        | 520008 | 6                    |
| Itumbiara                       | 5202   | 22                   | Piracanjuba                   | 520009 | 8                    |
| Rio Verde                       | 5203   | 29                   | Rio Verde                     | 520010 | 14                   |
| Rio Verde                       | 5203   | 29                   | Jataí-Mineiros                | 520011 | 10                   |
| Rio Verde                       | 5203   | 29                   | Quirinópolis                  | 520012 | 5                    |
| São Luís de Montes Belos-Iporá  | 5204   | 35                   | São Luís de Montes Belos      | 520013 | 9                    |
| São Luís de Montes Belos-Iporá  | 5204   | 35                   | Iporá                         | 520014 | 12                   |
| São Luís de Montes Belos-Iporá  | 5204   | 35                   | Palmeiras de Goiás            | 520015 | 14                   |
| Porangatu-Uruaçu                | 5205   | 46                   | Porangatu                     | 520016 | 13                   |
| Porangatu-Uruaçu                | 5205   | 46                   | Uruaçu-Niquelândia            | 520017 | 10                   |
| Porangatu-Uruaçu                | 5205   | 46                   | Ceres-Rialma-Goianésia        | 520018 | 23                   |
| Luziânia-Águas Lindas de Goiás  | 5206   | 34                   | Luziânia                      | 520019 | 6                    |
| Luziânia-Águas Lindas de Goiás  | 5206   | 34                   | Águas Lindas de Goiás         | 520020 | 7                    |
| Luziânia-Águas Lindas de Goiás  | 5206   | 34                   | Posse-Campos Belos            | 520021 | 14                   |
| Luziânia-Águas Lindas de Goiás  | 5206   | 34                   | Flores de Goiás               | 520022 | 7                    |

## Regiões geográficas imediatas por regiões intermediárias

### Goiânia
| Região geográfica imediata | Código | Municípios                 |
| -------------------------- | ------ | -------------------------- |
| Goiânia                    | 520001 | Abadia de Goiás            |
| Goiânia                    | 520001 | Aparecida de Goiânia       |
| Goiânia                    | 520001 | Aragoiânia                 |
| Goiânia                    | 520001 | Bela Vista de Goiás        |
| Goiânia                    | 520001 | Bonfinópolis               |
| Goiânia                    | 520001 | Brazabrantes               |
| Goiânia                    | 520001 | Caldazinha                 |
| Goiânia                    | 520001 | Caturaí                    |
| Goiânia                    | 520001 | Goiânia                    |
| Goiânia                    | 520001 | Goianira                   |
| Goiânia                    | 520001 | Guapó                      |
| Goiânia                    | 520001 | Hidrolândia                |
| Goiânia                    | 520001 | Nerópolis                  |
| Goiânia                    | 520001 | Nova Veneza                |
| Goiânia                    | 520001 | Santo Antônio de Goiás     |
| Goiânia                    | 520001 | Senador Canedo             |
| Goiânia                    | 520001 | Terezópolis de Goiás       |
| Goiânia                    | 520001 | Trindade                   |
| Goiânia                    | 520001 | Varjão                     |
| Anápolis                   | 520002 | Abadiânia                  |
| Anápolis                   | 520002 | Alexânia                   |
| Anápolis                   | 520002 | Anápolis                   |
| Anápolis                   | 520002 | Campo Limpo de Goiás       |
| Anápolis                   | 520002 | Corumbá de Goiás           |
| Anápolis                   | 520002 | Gameleira de Goiás         |
| Anápolis                   | 520002 | Goianápolis                |
| Anápolis                   | 520002 | Jaraguá                    |
| Anápolis                   | 520002 | Jesúpolis                  |
| Anápolis                   | 520002 | Leopoldo de Bulhões        |
| Anápolis                   | 520002 | Ouro Verde de Goiás        |
| Anápolis                   | 520002 | Petrolina de Goiás         |
| Anápolis                   | 520002 | Pirenópolis                |
| Anápolis                   | 520002 | Santa Rosa de Goiás        |
| Anápolis                   | 520002 | São Francisco de Goiás     |
| Anápolis                   | 520002 | São Miguel do Passa-Quatro |
| Anápolis                   | 520002 | Silvânia                   |
| Anápolis                   | 520002 | Vianópolis                 |
| Inhumas-Itaberaí-Anicuns   | 520003 | Adelândia                  |
| Inhumas-Itaberaí-Anicuns   | 520003 | Americano do Brasil        |
| Inhumas-Itaberaí-Anicuns   | 520003 | Anicuns                    |
| Inhumas-Itaberaí-Anicuns   | 520003 | Araçu                      |
| Inhumas-Itaberaí-Anicuns   | 520003 | Avelinópolis               |
| Inhumas-Itaberaí-Anicuns   | 520003 | Damolândia                 |
| Inhumas-Itaberaí-Anicuns   | 520003 | Heitoraí                   |
| Inhumas-Itaberaí-Anicuns   | 520003 | Inhumas                    |
| Inhumas-Itaberaí-Anicuns   | 520003 | Itaberaí                   |
| Inhumas-Itaberaí-Anicuns   | 520003 | Itaguari                   |
| Inhumas-Itaberaí-Anicuns   | 520003 | Itaguaru                   |
| Inhumas-Itaberaí-Anicuns   | 520003 | Itauçu                     |
| Inhumas-Itaberaí-Anicuns   | 520003 | Taquaral de Goiás          |
| Catalão                    | 520004 | Anhanguera                 |
| Catalão                    | 520004 | Campo Alegre de Goiás      |
| Catalão                    | 520004 | Catalão                    |
| Catalão                    | 520004 | Cumari                     |
| Catalão                    | 520004 | Davinópolis                |
| Catalão                    | 520004 | Goiandira                  |
| Catalão                    | 520004 | Ipameri                    |
| Catalão                    | 520004 | Nova Aurora                |
| Catalão                    | 520004 | Ouvidor                    |
| Catalão                    | 520004 | Três Ranchos               |
| Goiás-Itapuranga           | 520005 | Araguapaz                  |
| Goiás-Itapuranga           | 520005 | Aruanã                     |
| Goiás-Itapuranga           | 520005 | Britânia                   |
| Goiás-Itapuranga           | 520005 | Faina                      |
| Goiás-Itapuranga           | 520005 | Goiás                      |
| Goiás-Itapuranga           | 520005 | Guaraíta                   |
| Goiás-Itapuranga           | 520005 | Itapirapuã                 |
| Goiás-Itapuranga           | 520005 | Itapuranga                 |
| Goiás-Itapuranga           | 520005 | Jussara                    |
| Goiás-Itapuranga           | 520005 | Matrinchã                  |
| Goiás-Itapuranga           | 520005 | Mossâmedes                 |
| Goiás-Itapuranga           | 520005 | Mozarlândia                |
| Goiás-Itapuranga           | 520005 | Nova Crixás                |
| Goiás-Itapuranga           | 520005 | Novo Brasil                |
| Goiás-Itapuranga           | 520005 | Santa Fé de Goiás          |
| Pires do Rio               | 520006 | Orizona                    |
| Pires do Rio               | 520006 | Palmelo                    |
| Pires do Rio               | 520006 | Pires do Rio               |
| Pires do Rio               | 520006 | Santa Cruz de Goiás        |
| Pires do Rio               | 520006 | Urutaí                     |

### Itumbiara
| Região geográfica imediata | Código | Municípios         |
| -------------------------- | ------ | ------------------ |
| Itumbiara                  | 520007 | Aloândia           |
| Itumbiara                  | 520007 | Bom Jesus de Goiás |
| Itumbiara                  | 520007 | Buriti Alegre      |
| Itumbiara                  | 520007 | Cachoeira Dourada  |
| Itumbiara                  | 520007 | Goiatuba           |
| Itumbiara                  | 520007 | Itumbiara          |
| Itumbiara                  | 520007 | Joviânia           |
| Itumbiara                  | 520007 | Panamá             |
| Caldas Novas-Morrinhos     | 520008 | Água Limpa         |
| Caldas Novas-Morrinhos     | 520008 | Caldas Novas       |
| Caldas Novas-Morrinhos     | 520008 | Corumbaíba         |
| Caldas Novas-Morrinhos     | 520008 | Marzagão           |
| Caldas Novas-Morrinhos     | 520008 | Morrinhos          |
| Caldas Novas-Morrinhos     | 520008 | Rio Quente         |
| Piracanjuba                | 520009 | Cristianópolis     |
| Piracanjuba                | 520009 | Cromínia           |
| Piracanjuba                | 520009 | Edealina           |
| Piracanjuba                | 520009 | Mairipotaba        |
| Piracanjuba                | 520009 | Piracanjuba        |
| Piracanjuba                | 520009 | Pontalina          |
| Piracanjuba                | 520009 | Professor Jamil    |
| Piracanjuba                | 520009 | Vicentinópolis     |

### Rio Verde
| Região geográfica imediata | Código | Municípios             |
| -------------------------- | ------ | ---------------------- |
| Rio Verde                  | 520010 | Aparecida do Rio Doce  |
| Rio Verde                  | 520010 | Cachoeira Alta         |
| Rio Verde                  | 520010 | Caçu                   |
| Rio Verde                  | 520010 | Castelândia            |
| Rio Verde                  | 520010 | Itajá                  |
| Rio Verde                  | 520010 | Itarumã                |
| Rio Verde                  | 520010 | Lagoa Santa            |
| Rio Verde                  | 520010 | Maurilândia            |
| Rio Verde                  | 520010 | Montividiu             |
| Rio Verde                  | 520010 | Porteirão              |
| Rio Verde                  | 520010 | Rio Verde              |
| Rio Verde                  | 520010 | Santa Helena de Goiás  |
| Rio Verde                  | 520010 | Santo Antônio da Barra |
| Rio Verde                  | 520010 | Turvelândia            |
| Jataí-Mineiros             | 520011 | Aporé                  |
| Jataí-Mineiros             | 520011 | Caiapônia              |
| Jataí-Mineiros             | 520011 | Chapadão do Céu        |
| Jataí-Mineiros             | 520011 | Doverlândia            |
| Jataí-Mineiros             | 520011 | Jataí                  |
| Jataí-Mineiros             | 520011 | Mineiros               |
| Jataí-Mineiros             | 520011 | Perolândia             |
| Jataí-Mineiros             | 520011 | Portelândia            |
| Jataí-Mineiros             | 520011 | Santa Rita do Araguaia |
| Jataí-Mineiros             | 520011 | Serranópolis           |
| Quirinópolis               | 520012 | Gouvelândia            |
| Quirinópolis               | 520012 | Inaciolândia           |
| Quirinópolis               | 520012 | Paranaiguara           |
| Quirinópolis               | 520012 | Quirinópolis           |
| Quirinópolis               | 520012 | São Simão              |

### São Luís de Montes Belos-Iporá
| Região geográfica imediata | Código | Municípios               |
| -------------------------- | ------ | ------------------------ |
| São Luís de Montes Belos   | 520013 | Aurilândia               |
| São Luís de Montes Belos   | 520013 | Buriti de Goiás          |
| São Luís de Montes Belos   | 520013 | Cachoeira de Goiás       |
| São Luís de Montes Belos   | 520013 | Córrego do Ouro          |
| São Luís de Montes Belos   | 520013 | Fazenda Nova             |
| São Luís de Montes Belos   | 520013 | Ivolândia                |
| São Luís de Montes Belos   | 520013 | Moiporá                  |
| São Luís de Montes Belos   | 520013 | Sanclerlândia            |
| São Luís de Montes Belos   | 520013 | São Luís de Montes Belos |
| Iporá                      | 520014 | Amorinópolis             |
| Iporá                      | 520014 | Aragarças                |
| Iporá                      | 520014 | Arenópolis               |
| Iporá                      | 520014 | Baliza                   |
| Iporá                      | 520014 | Bom Jardim de Goiás      |
| Iporá                      | 520014 | Diorama                  |
| Iporá                      | 520014 | Iporá                    |
| Iporá                      | 520014 | Israelândia              |
| Iporá                      | 520014 | Jaupaci                  |
| Iporá                      | 520014 | Montes Claros de Goiás   |
| Iporá                      | 520014 | Palestina de Goiás       |
| Iporá                      | 520014 | Piranhas                 |
| Palmeiras de Goiás         | 520015 | Acreúna                  |
| Palmeiras de Goiás         | 520015 | Campestre de Goiás       |
| Palmeiras de Goiás         | 520015 | Cezarina                 |
| Palmeiras de Goiás         | 520015 | Edéia                    |
| Palmeiras de Goiás         | 520015 | Firminópolis             |
| Palmeiras de Goiás         | 520015 | Indiara                  |
| Palmeiras de Goiás         | 520015 | Jandaia                  |
| Palmeiras de Goiás         | 520015 | Nazário                  |
| Palmeiras de Goiás         | 520015 | Palmeiras de Goiás       |
| Palmeiras de Goiás         | 520015 | Palminópolis             |
| Palmeiras de Goiás         | 520015 | Paraúna                  |
| Palmeiras de Goiás         | 520015 | Santa Bárbara de Goiás   |
| Palmeiras de Goiás         | 520015 | São João da Paraúna      |
| Palmeiras de Goiás         | 520015 | Turvânia                 |

### Porangatu-Uruaçu
| Região geográfica imediata | Código | Municípios                 |
| -------------------------- | ------ | -------------------------- |
| Porangatu                  | 520016 | Bonópolis                  |
| Porangatu                  | 520016 | Campinaçu                  |
| Porangatu                  | 520016 | Estrela do Norte           |
| Porangatu                  | 520016 | Formoso                    |
| Porangatu                  | 520016 | Minaçu                     |
| Porangatu                  | 520016 | Montividiu do Norte        |
| Porangatu                  | 520016 | Mundo Novo                 |
| Porangatu                  | 520016 | Mutunópolis                |
| Porangatu                  | 520016 | Novo Planalto              |
| Porangatu                  | 520016 | Porangatu                  |
| Porangatu                  | 520016 | Santa Tereza de Goiás      |
| Porangatu                  | 520016 | São Miguel do Araguaia     |
| Porangatu                  | 520016 | Trombas                    |
| Uruaçu-Niquelândia         | 520017 | Alto Horizonte             |
| Uruaçu-Niquelândia         | 520017 | Amaralina                  |
| Uruaçu-Niquelândia         | 520017 | Campinorte                 |
| Uruaçu-Niquelândia         | 520017 | Colinas do Sul             |
| Uruaçu-Niquelândia         | 520017 | Hidrolina                  |
| Uruaçu-Niquelândia         | 520017 | Mara Rosa                  |
| Uruaçu-Niquelândia         | 520017 | Niquelândia                |
| Uruaçu-Niquelândia         | 520017 | Nova Iguaçu de Goiás       |
| Uruaçu-Niquelândia         | 520017 | São Luiz do Norte          |
| Uruaçu-Niquelândia         | 520017 | Uruaçu                     |
| Ceres-Rialma-Goianésia     | 520018 | Barro Alto                 |
| Ceres-Rialma-Goianésia     | 520018 | Campos Verdes              |
| Ceres-Rialma-Goianésia     | 520018 | Carmo do Rio Verde         |
| Ceres-Rialma-Goianésia     | 520018 | Ceres                      |
| Ceres-Rialma-Goianésia     | 520018 | Crixás                     |
| Ceres-Rialma-Goianésia     | 520018 | Goianésia                  |
| Ceres-Rialma-Goianésia     | 520018 | Guarinos                   |
| Ceres-Rialma-Goianésia     | 520018 | Ipiranga de Goiás          |
| Ceres-Rialma-Goianésia     | 520018 | Itapaci                    |
| Ceres-Rialma-Goianésia     | 520018 | Morro Agudo de Goiás       |
| Ceres-Rialma-Goianésia     | 520018 | Nova América               |
| Ceres-Rialma-Goianésia     | 520018 | Nova Glória                |
| Ceres-Rialma-Goianésia     | 520018 | Pilar de Goiás             |
| Ceres-Rialma-Goianésia     | 520018 | Rialma                     |
| Ceres-Rialma-Goianésia     | 520018 | Rianápolis                 |
| Ceres-Rialma-Goianésia     | 520018 | Rubiataba                  |
| Ceres-Rialma-Goianésia     | 520018 | Santa Isabel               |
| Ceres-Rialma-Goianésia     | 520018 | Santa Rita do Novo Destino |
| Ceres-Rialma-Goianésia     | 520018 | Santa Terezinha de Goiás   |
| Ceres-Rialma-Goianésia     | 520018 | São Patrício               |
| Ceres-Rialma-Goianésia     | 520018 | Uirapuru                   |
| Ceres-Rialma-Goianésia     | 520018 | Uruana                     |
| Ceres-Rialma-Goianésia     | 520018 | Vila Propício              |

### Luziânia-Águas Lindas de Goiás
| Região geográfica imediata | Código | Municípios                  |
| -------------------------- | ------ | --------------------------- |
| Luziânia                   | 520019 | Cidade Ocidental            |
| Luziânia                   | 520019 | Cristalina                  |
| Luziânia                   | 520019 | Luziânia                    |
| Luziânia                   | 520019 | Novo Gama                   |
| Luziânia                   | 520019 | Santo Antônio do Descoberto |
| Luziânia                   | 520019 | Valparaíso de Goiás         |
| Águas Lindas de Goiás      | 520020 | Águas Lindas de Goiás       |
| Águas Lindas de Goiás      | 520020 | Cabeceiras                  |
| Águas Lindas de Goiás      | 520020 | Cocalzinho de Goiás         |
| Águas Lindas de Goiás      | 520020 | Formosa                     |
| Águas Lindas de Goiás      | 520020 | Mimoso de Goiás             |
| Águas Lindas de Goiás      | 520020 | Padre Bernardo              |
| Águas Lindas de Goiás      | 520020 | Planaltina                  |
| Posse-Campos Belos         | 520021 | Alvorada do Norte           |
| Posse-Campos Belos         | 520021 | Buritinópolis               |
| Posse-Campos Belos         | 520021 | Campos Belos                |
| Posse-Campos Belos         | 520021 | Damianópolis                |
| Posse-Campos Belos         | 520021 | Divinópolis de Goiás        |
| Posse-Campos Belos         | 520021 | Guarani de Goiás            |
| Posse-Campos Belos         | 520021 | Iaciara                     |
| Posse-Campos Belos         | 520021 | Mambaí                      |
| Posse-Campos Belos         | 520021 | Monte Alegre de Goiás       |
| Posse-Campos Belos         | 520021 | Nova Roma                   |
| Posse-Campos Belos         | 520021 | Posse                       |
| Posse-Campos Belos         | 520021 | São Domingos                |
| Posse-Campos Belos         | 520021 | Simolândia                  |
| Posse-Campos Belos         | 520021 | Sítio d'Abadia              |
| Flores de Goiás            | 520022 | Água Fria de Goiás          |
| Flores de Goiás            | 520022 | Alto Paraíso de Goiás       |
| Flores de Goiás            | 520022 | Cavalcante                  |
| Flores de Goiás            | 520022 | Flores de Goiás             |
| Flores de Goiás            | 520022 | São João d'Aliança          |
| Flores de Goiás            | 520022 | Teresina de Goiás           |
| Flores de Goiás            | 520022 | Vila Boa                    |